# Halsbandlemming
De halsbandlemming (Dicrostonyx torquatus)  is een zoogdier uit de familie van de Cricetidae. De wetenschappelijke naam van de soort werd voor het eerst geldig gepubliceerd door Pallas in  1778.

## Voorkomen
De soort komt voor in het arctisch gebied in het noorden van Rusland.